# Ozyptila gertschi
Ozyptila gertschi (лат.) — вид пауков семейства Пауки-бокоходы (Thomisidae). Встречается в Голарктике (Европа, Россия, Северная Америка). Длина тела около 3 мм (длина самцов от 3 до 3,7 мм, самок от 3,7 до 4 мм). Основная окраска коричневая со светлыми отметинами (просома с преобладанием желтого и коричневого цвета, опистосома в основном желтовато-бурая с коричневым поперечными полосами). Голени первой пары ног вентрально с двумя парами шипов; волоски заострённые или булавовидные. Педипальпы самцов с тегулярным апофизом, эпигинум с чехлом. Первые две пары ног развернуты передними поверхностями вверх, заметно длиннее ног третьей и четвёртой пар. Паутину не плетут, жертву ловят своими видоизменёнными передними ногами.